# سیاه‌ماهی استرالیا
سیاه‌ماهی استرالیا (نام علمی: Gadopsis) نام یک سرده از راسته سوف‌ماهی‌سانان است.

## گونه‌ها
این سرده در حال حاضر شامل ۲ گونه زیر است:
- Gadopsis bispinosus Sanger, ۱۹۸۴ (Two-spined blackfish)
- Gadopsis marmoratus  J. Richardson, ۱۸۴۸ (River blackfish)